# 208 Lacrimosa
A 208 Lacrimosa a Naprendszer kisbolygóövében található aszteroida. Johann Palisa fedezte fel 1879. október 21-én.